# 長葉扭葉蘚
長葉扭葉蘚（学名：Trachypus longifolius）为扭葉蘚科扭葉蘚屬下的一个种。